# 전파망원경

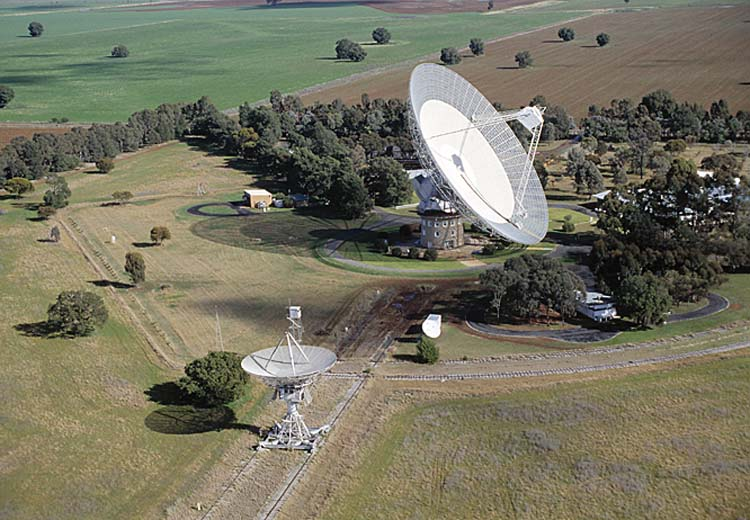
파크스 천문대의 64미터 전파망원경

전파망원경(電波望遠鏡, radio telescope)은 전파원에서 방출되는, 가시광선이 아닌 무선 전파 대역을 감지하는 망원경이다. 무선 천문학에서 사용되는 무선 관측기구로 특수안테나(specialized antenna)와 무선수신기가 달려 있고 전자기 스펙트럼의 무선 주파수 대역을 이용한다. 매우 좁은 화각을 요구하는 임무 특성 상 대형 파라볼라 안테나나 위상배열 안테나 혹은 VLBI등이 이용된다.
전파를 이용하기 때문에 촬상소자나 렌즈가 아닌 안테나가 이용되며 안테나의 분해능(지향성)은 파장 대비 구경으로 결정되며 장파장의 전파를 이용하는 특성상 같은 크기의 광학 망원경에 비해 필연적으로 분해능이 떨어지는 단점을 갖고 있다. 이를 극복하기 위해 광학 망원경보다 훨씬 큰 구경의 포물면 형태를 갖는 파라볼라 안테나(그 모양 때문에 흔히 '접시'라고 불린다.)를 사용하게 됐다. 단일경으로 현재 가장 큰 것은 중국 구이저우성의 핑탕 현에 있으며 지름 500m이다. 하지만 비용 혹은 구조 상 크기를 늘리는 데에 한계가 있으므로, 다수의 작은 소자들을 넓게 배치하여 그 배열 전체의 넓이와 같은 구경의 단일경과 같은 분해능을 얻을 수 있도록 미국에 있는 Very Large Array(VLA)와 같은 망원경 배열도 건설되었다. 단, 망원경 배열은 배열 전체 크기의 단일 망원경에 비해 분해능만 동일할 뿐, 집광 능력은 비교할 수가 없다. 전파 천문대는 라디오, 텔레비전, 레이다, 기타 전자장비와의 전자기파 간섭을 피해 도심에서 외떨어진 지역에 자리하고 있다. 일반 천문대가 광공해를 피해 도심에서 떨어져 있는 것과 비슷하긴 하지만, 일반 천문대가 대기 간섭을 피하기 위해 산 정상 부근에 위치한 것과 달리 전파 천문대는 전자기파 차단을 위해 계곡 안에 자리하는 경우가 많다.

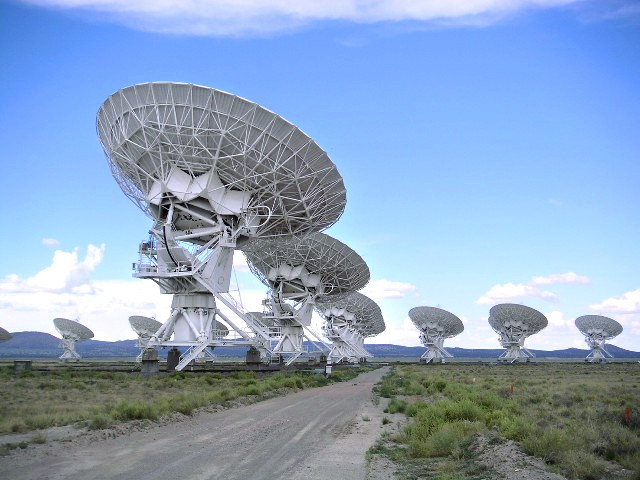
VLA 전파망원경, 각 접시의 크기는 27m이다.

한국에서는 한국천문연구원 산하의 대덕전파천문대에서 1986년부터 지름 14m의 단일경을 운영해오고 있으며, 서울대학교 내에도 지름 6m의 전파망원경이 설치되어 2002년부터 연구에 이용되고 있다. 또한 한국천문연구원은 VLBI로 한국우주전파관측망(KVN)을 운영하고 있는데, 지름 21m의 수신기 3개로 서울(연세대학교), 울산(울산대학교), 제주도(구, 탐라대학교)에 배열이 구성되어 있다.

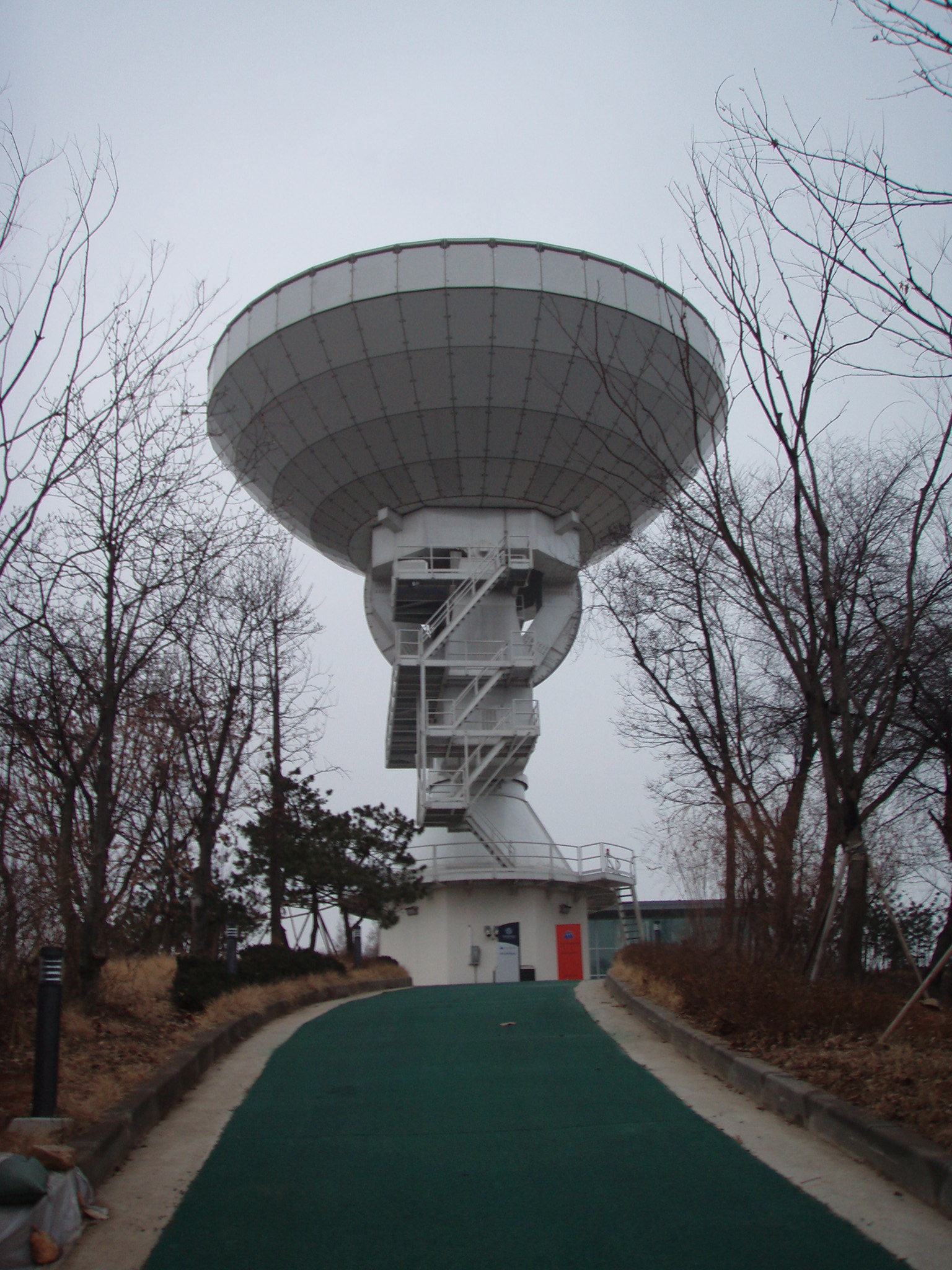
연세대학교의 전파망원경

## 개요
천체로부터 오는 전파를 집속(集束)하기 위한 금속면 또는 금속망의 반사경을 전파 망원경이라고 부른다. 광학망원경이 빛을 모으듯이 전파망원경은 전파를 모은다. 전파망원경은 광학망원경으로 알아채지 못하는 약한 전자기파도 감지할 수 있어 더 멀리 있는 우주도 탐사할 수 있다. 광학망원경이 최고 수십억 광년 정도 떨어져 있는 천체만을 감지할 수 있는 데 비해 전파망원경은 160억 광년의 거리까지 탐사할 수 있다. 천문학자들은 이 거리가 천체에서 오는 전파가 감지될 수 있는 최대거리라고 생각한다. 전파망원경을 사용하면서 전에는 상상할 수 없었던 천체들을 발견하고 있다. 또한 우주에 있는 여러 종류의 분자들을 찾아낼 수 있다. 이와 같은 종류의 분자들은 지구에서 생물의 발생에 중요한 일을 한 것으로 추측된다.전파망원경에는 커다란 접시 모양 반사기가 있는데 이러한 반사기는 전선이나 금속판으로 만들어져 있다. 망원경에 달린 모터는 반사기를 움직여 우주에 있는 전파원을 향하도록 한다. 그러면 반사기는 전파원에서 오는 전파를 작은 전파 안테나에 집중시켜 전기 신호로 바꾼다.전파망원경의 초점에 안테나 또는 도파관(導波管)을 두어 전파를 이끌어 낸다. 반사면은 보통 회전 포물면이지만, 구면·평면·포물통면인 것도 있고, 또 많은 반사경을 1렬 또는 십자형으로 놓은 전파 간섭계(電波干涉計)도 있다. 설치방법에는 적도의 이외에 대형은 경위의가 되고, 더욱 대형은 고정형이 된다. 아레시보 천문대와 같은 많은 전파망원경들이 보이저 탐사선같은 대상과의 심우주 통신이나 방사하고 돌아오는 전파를 분석하여 측량하는 레이다 천문학으로도 활용된다. 전파 반사를 연구해서 과학자들은 달이나 행성까지의 거리를 측정한다. 또 반사파를 이용해 달이나 행성의 자세한 지도를 만들 수 있다.

## 종류
전자기 스펙트럼 중 전파 영역은 매우 넓은 주파수 범위를 포함하고 있다. 이로 인해 전파망원경으로 사용되는 안테나의 설계, 크기, 구성은 매우 다양하다. 파장이 30미터에서 3미터(10~100 MHz)에 해당하는 전파를 관측할 때는 일반적으로 TV 안테나와 유사한 지향성 안테나 배열이나, 초점을 이동시킬 수 있는 대형 고정 반사판이 사용된다. 이러한 파장은 매우 길기 때문에, 반사면은 닭장 철망과 같은 굵은 철망으로도 충분히 제작할 수 있다.
보다 짧은 파장에서는 포물면 접시형 안테나가 주로 사용된다. 이러한 접시형 안테나의 각 해상도는 접시의 지름과 관측 대상인 전파의 파장 간의 비율에 의해 결정된다. 이는 전파망원경이 실용적인 해상도를 얻기 위해 필요한 접시의 크기를 좌우하게 된다. 파장이 3미터에서 30센티미터(100 MHz ~ 1 GHz)인 전파를 관측하는 망원경은 일반적으로 지름이 100미터를 훨씬 넘는다. 반면, 30센티미터보다 짧은 파장(1 GHz 이상의 주파수)을 관측하는 망원경은 지름이 3미터에서 90미터 사이로 다양하다.

### 주파수

지구 대기의 전자기 복사에 대한 투과도(또는 불투과도)를 보여주는 그래프. 지상에서 관측 가능한 대역대를 보여준다.

무선통신을 위한 전파 주파수의 사용이 증가함에 따라 천문학적 관측은 점점 더 어려워지고 있다. 우주 관측에 가장 유용한 주파수 대역을 방어하기 위한 협상은 전파천문학 및 우주과학을 위한 주파수 배분에 관한 과학위원회(Scientific Committee on Frequency Allocations for Radio Astronomy and Space Science)에서 조율되고 있다.

## 전파천문학의 시작
천문학적 전파원을 식별하기 위해 사용된 최초의 전파 안테나는 1932년 벨 전화 연구소의 엔지니어 칼 구스 잰스키가 제작한 것이었다. 얀스키는 무선 전화 서비스에 간섭을 줄 수 있는 정전기의 원인을 규명하는 임무를 부여받았다. 그가 제작한 안테나는 길이 약 14.6미터(주파수 20.5MHz)의 단파 신호를 수신할 수 있도록 고안된 쌍극자와 반사판으로 이루어진 배열형 안테나였다. 이 안테나는 회전판 위에 설치되어 모든 방향으로 회전이 가능했기 때문에 ‘얀스키의 회전목마(Jansky's merry-go-round)’라는 별명을 얻었다. 안테나의 직경은 약 30미터(100피트), 높이는 약 6미터(20피트)였으며, 그 옆의 작은 창고에는 아날로그 펜과 종이를 이용한 기록 장치가 설치되어 있었다.
얀스키는 몇 달에 걸쳐 전 방향에서 수신한 신호를 기록하였고, 수집한 신호를 세 가지 유형으로 분류하였다. 하나는 근처에서 발생하는 천둥번개, 또 하나는 먼 거리에서 발생하는 천둥번개였으며, 마지막 하나는 원인을 알 수 없는 일정한 잡음(hiss)이었다. 얀스키는 이 일정한 잡음이 23시간 56분의 주기로 반복된다는 사실을 발견하였다. 이는 항성일(sidereal day), 즉 천구상의 고정된 물체가 같은 위치로 다시 나타나는 데 걸리는 시간과 일치하는 주기이다. 이에 따라 얀스키는 이 잡음이 태양계 외부에서 비롯된 것이라 추정하였고, 광학 천문 지도와의 비교를 통해 이 전파가 은하수에서 비롯되었으며, 궁수자리 방향의 은하 중심에서 가장 강하게 수신된다는 결론을 내렸다.
얀스키 이후, 아마추어 무선통신사였던 그로트 레버는 이후 '전파천문학'으로 알려진 분야의 개척자가 되었다. 그는 1937년 일리노이주 위튼(Wheaton)에 위치한 자신의 뒷마당에 지름 9미터(30피트)의 최초의 포물면 전파망원경을 제작하였다. 리버는 얀스키의 선구적 연구를 반복하여 은하수가 최초의 외계 전파원임을 다시 확인하였고, 고주파 대역에서 최초의 전천 탐사를 실시하여 그 밖의 여러 전파원을 발견하였다. 제2차 세계 대전 중 급속히 발전한 레이더 기술은 전파천문학에 적용되었고, 전쟁 이후 전파천문학은 하나의 독립된 천문학 분야로 자리 잡았으며, 대학과 연구기관들은 대형 전파망원경을 건설하게 되었다.

## 전파 간섭계

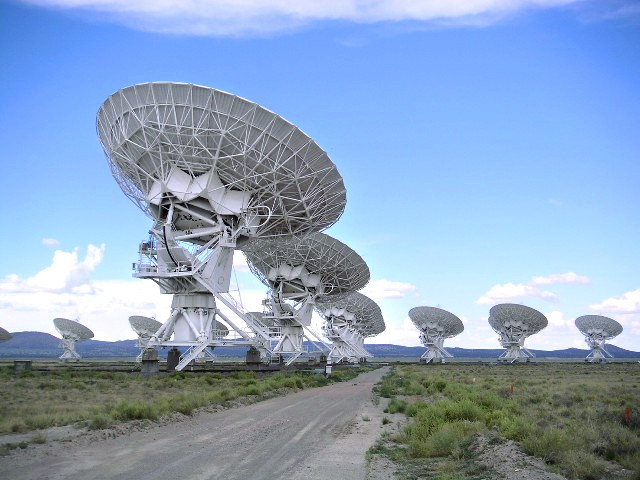
뉴멕시코 주 소코로 근처에 위치한 초대형 배열 전파망원경(Very Large Array, VLA)

1946년, 여러 개의 안테나로부터 수신한 신호를 결합하여 마치 하나의 더 큰 안테나처럼 작동하게 함으로써 해상도를 높이는 기술인 간섭계가 천문학에 도입되면서 전파천문학에서 가장 주목할 만한 발전 중 하나가 이루어졌다. 천문 전파 간섭계는 일반적으로 포물면 안테나를 배열한 형태, 일차원 안테나 배열, 또는 전방향성 다이폴(쌍극자)을 이차원으로 배열한 형태로 구성된다. 이러한 간섭계에 포함된 각 망원경들은 넓게 분산되어 있으며, 일반적으로 동축 케이블, 도파관, 광섬유 또는 다른 형태의 전송선을 통해 연결된다.
최근에는 전자 발진기의 안정성이 개선되어, 각 안테나에서 신호를 독립적으로 기록한 뒤, 중앙 처리소에서 기록들을 상호 연관시키는 방식으로도 간섭 측정이 가능해졌다. 이 기술은 초장기선 간섭계(Very Long Baseline Interferometry, VLBI)라 불린다. 간섭계는 수신 신호의 총량을 증가시키기도 하지만, 그 주요 목적은 개구합성(aperture synthesis)이라 불리는 과정을 통해 해상도를 획기적으로 향상시키는 데 있다. 이 기법은 여러 망원경에서 수신한 신호의 파동을 서로 겹쳐 간섭시키는 방식으로, 위상이 같은 파동은 상쇄되지 않고 증폭되며, 위상이 반대인 파동은 서로 상쇄된다. 이렇게 형성된 복합 망원경은 민감도는 동일하지 않지만, 해상도 면에서는 배열 내에서 가장 멀리 떨어진 두 안테나 사이 거리만큼의 직경을 가진 하나의 거대한 안테나와 맞먹는 효과를 낸다.
예를 들어, 뉴멕시코 주 소코로 근처에 위치한 초대형 배열 전파망원경(Very Large Array, VLA)은 27개의 망원경을 이용해 한 번에 351개의 독립된 기준선(baseline)을 형성하며, 3cm 파장에서 0.2초각의 해상도를 달성한다. 여기서 기준선이란, 전파원이 보는 시점에서 망원경 두 개 사이의 투영 거리를 의미한다. 고해상도의 이미지를 얻기 위해서는 다양한 길이의 기준선이 필요하다.
영국 케임브리지 대학교의 마틴 라일 연구팀은 간섭계와 개구 합성 기술로 노벨상을 수상하였으며, 조지프 포시(Joseph Pawsey)가 이끄는 시드니 대학교 연구팀은 1946년에 독립적으로 로이드 거울 간섭계(Lloyd's mirror interferometer)를 개발하였다. 1950년대 초반, 케임브리지 간섭계(Cambridge Interferometer)는 전파를 지도화하여 유명한 케임브리지 전파원 목록 2판과 3판을 완성하였다.

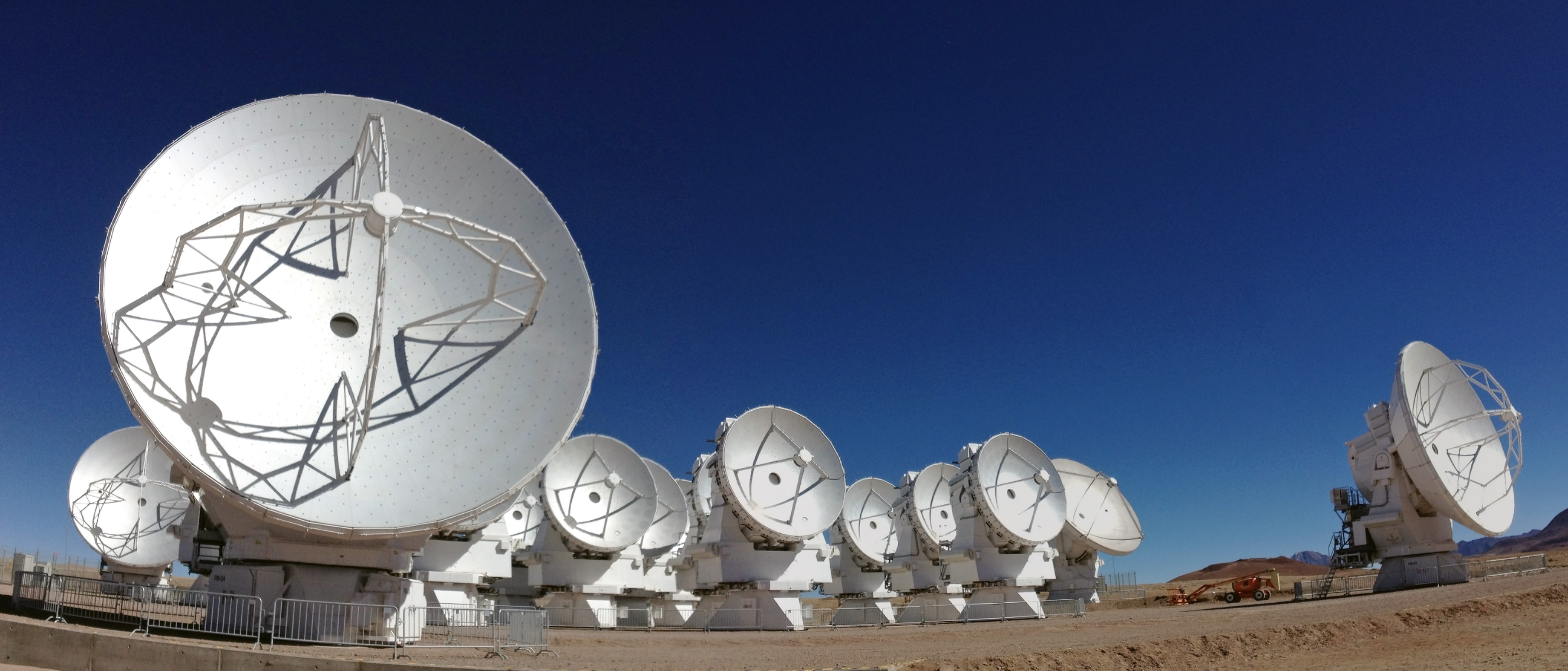
칠레 아타카마 사막에 위치한 아타카마 대형 밀리미터/서브밀리미터 배열 망원경(Atacama Large Millimeter/submillimeter Array, ALMA)은 12미터(39피트)와 7미터(23피트) 직경의 전파망원경 총 66기로 구성되어 있으며, 서브밀리미터 파장에서 관측하도록 설계된 전파 간섭계이다.

인도 마하라슈트라주 푸네에 위치한 거대 미터파 전파망원경(Giant Metrewave Radio Telescope)은 물리적으로 연결된 대형 전파망원경 배열의 한 예이며, 2012년에 완공된 저주파 배열(Low-Frequency Array, LOFAR)은 서유럽에 걸쳐 분포한 48개의 관측소에 약 81,000개의 소형 안테나를 설치하여 수백 킬로미터에 걸쳐 운영되며, 1.25미터에서 30미터의 파장에서 관측을 수행한다. VLBI 시스템은 수천 마일 떨어진 안테나들을 이용해 관측 후 신호를 처리하는 방식으로 구성되기도 하는데, 일례로 2004년의 CBI 간섭계와 같이 전파배경복사의 이방성과 편광을 고해상도로 관측하는 데 사용되기도 하였다.
세계에서 가장 큰 물리적으로 연결된 전파망원경인 제곱킬로미터 배열(Square Kilometre Array, SKA)은 2027년에 본격적인 운영을 시작할 예정이며, 초기 관측은 2024년에 성공적으로 실시되었다.

## 같이 보기
- 아타카마 대형 밀리미터 집합체
- 아레시보 천문대